# Jan Král
Jan Král (Česká Lípa, 5 aprile 1999) è un calciatore ceco, difensore del Sigma Olomouc.

## Carriera

### Club
Cresciuto calcisticamente nelle giovanili del Mladá Boleslav, debutta tra i professionisti nel 2017, quando viene ceduto in prestito al Varnsdorf, in seconda divisione. Rientrato dal prestito, durante la seconda parte della stagione 2017-2018 gioca solo una partita di coppa. Mentre la stagione successiva, seppur riesce a giocare qualche incontro (7 presenze in campionato e 2 presenze in coppa), trova poco spazio. Così, nel gennaio 2019, viene girato in prestito all'Erzgebirge Aue, collezionando 4 presenze nella seconda divisione tedesca. Ritornato al Mladá Boleslav, rimane ai margini della rosa. Nel gennaio 2020 viene ceduto a titolo definitivo all'Hradec Králové.

### Nazionale
Ha giocato nelle nazionali giovanili ceche Under-17, Under-19 ed Under-20.

## Statistiche

### Presenze e reti nei club
Statistiche aggiornate al 4 aprile 2022.
| Stagione        | Squadra         | Campionato      | Campionato | Campionato | Coppe nazionali | Coppe nazionali | Coppe nazionali | Coppe continentali | Coppe continentali | Coppe continentali | Altre coppe | Altre coppe | Altre coppe | Totale | Totale |
| Stagione        | Squadra         | Comp            | Pres       | Reti       | Comp            | Pres            | Reti            | Comp               | Pres               | Reti               | Comp        | Pres        | Reti        | Pres   | Reti   |
| --------------- | --------------- | --------------- | ---------- | ---------- | --------------- | --------------- | --------------- | ------------------ | ------------------ | ------------------ | ----------- | ----------- | ----------- | ------ | ------ |
| lug.-dic. 2017  | Varnsdorf       | FNL             | 8          | 0          | CRC             | 1               | 0               |                    | -                  | -                  |             | -           | -           | 9      | 0      |
| gen.-giu. 2018  | Mladá Boleslav  | 1L              | 0          | 0          | CRC             | 1               | 0               |                    | -                  | -                  |             | -           | -           | 1      | 0      |
| 2018-gen. 2019  | Mladá Boleslav  | 1L              | 7          | 0          | CRC             | 2               | 0               |                    | -                  | -                  |             | -           | -           | 9      | 0      |
| gen.-giu. 2019  | Erzgebirge Aue  | 2L              | 4          | 0          | CG              | -               | -               |                    | -                  | -                  |             | -           | -           | 4      | 0      |
| 2019-gen. 2020  | Mladá Boleslav  | 1L              | 0          | 0          | CRC             | 0               | 0               | UEL                | 0                  | 0                  |             | -           | -           | 0      | 0      |
| gen.-giu. 2020  | Hradec Králové  | FNL             | 13         | 2          | CRC             | -               | -               |                    | -                  | -                  |             | -           | -           | 13     | 2      |
| 2020-2021       | Hradec Králové  | FNL             | 20         | 1          | CRC             | 2               | 0               |                    | -                  | -                  |             | -           | -           | 22     | 1      |
| 2021-2022       | Hradec Králové  | 1L              | 24         | 4          | CRC             | 3               | 0               |                    | -                  | -                  |             | -           | -           | 27     | 4      |
| Totale carriera | Totale carriera | Totale carriera | 76         | 7          |                 | 9               | 0               |                    | 0                  | 0                  |             | -           | -           | 85     | 7      |

## Palmarès

### Club

#### Competizioni nazionali
- Fotbalová národní liga: 1

Hradec Králové: 2020-2021
- Coppa della Repubblica Ceca: 1

Sigma Olomouc: 2024-2025